# Mai Thi Nguyen-Kim
Mai Thi Nguyen-Kim, född den 7 augusti 1987 i Heppenheim,  är en tysk kemist, vetenskapsjournalist, TV-presentatör och medlem av MPG-senaten sedan juni 2020.

## Biografi
Nguyen-Kim, vars föräldrar kommer från Vietnam, avlade 2006 examen vid Bergstraßen-Gymnasium i Hemsbach, Baden-Württemberg. Hennes far är kemist och arbetade för BASF. Hon har en äldre bror som också har studerat kemi. Från 2006 till 2012 studerade hon kemi vid Johannes Gutenberg-Universität i Mainz och vid Massachusetts Institute of Technology. Från 2012 var hon doktorand vid RWTH Aachen, Harvard University och 2017 vid Fraunhoferinstitutet och avlade doktorsexamen 2017 vid Universitet Potsdam med en avhandling om fysiska hydrogeler baserade på Polyurethane (Physikalische Hydrogele auf Polyurethan-Basis).

### Vetenskaplig kommunikation på Youtube och TV

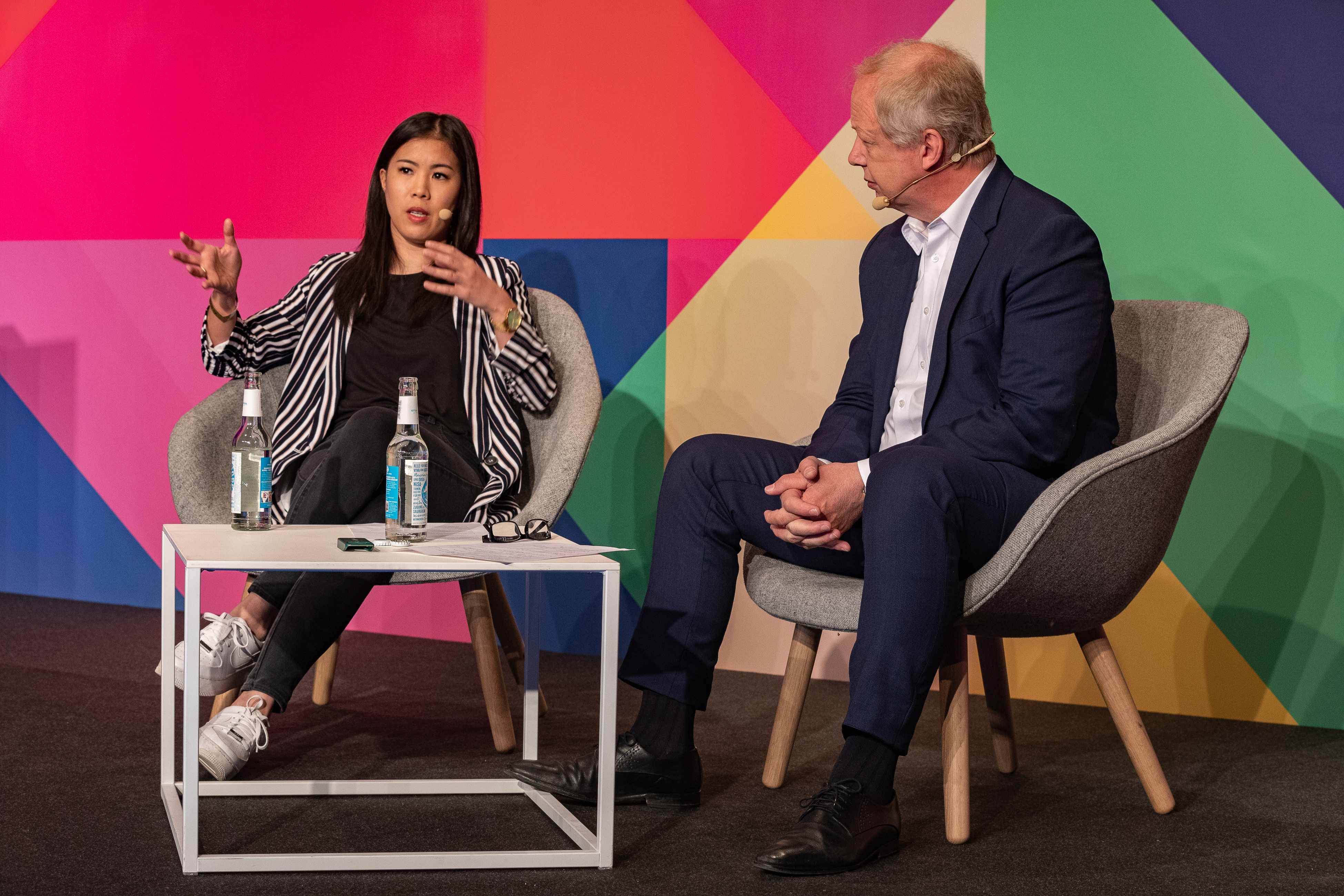
Nguyen-Kim med Tom Buhrow på Media Convention Berlin 2019.

2015 lanserade Nguyen-Kim Youtube-kanalen The Secret Life Of Scientists för att ifrågasätta stereotyper om forskare och nördar och för att förmedla vetenskapliga ämnen till en ung publik.
I oktober 2016 gick deras Youtube-kanal Schönschlau online. Kanalen produceras av webb-tjänsten Funk, som drivs i samarbete mellan  ARD och ZDF med inriktning mot ungdomar och unga vuxna. Kanalen bytte namn till Mailab 2018 och hade i början av september 2020 över en miljon prenumeranter. Mailab produceras av Südwestrundfunk för Funk.
Hon har också modererat kanalen Auf Klo med utbildningsmaterial inom ämnena kemi och matematik som producerats för Funk.
Nguyen-Kim är moderator för WiD-projektet Die Debate och är tillsammans med Harald Lesch och Philip Häusser en del av Terra X Lesch & Co.-teamet. Omväxlande med Ralph Caspers (även med Ranga Yogeshwar fram till sin avgång i november 2018) har hon modererat Quarks-programmet på WDR sedan början av maj 2018.
Hennes bok Komisch, alles chemisch!, Publicerad i mars 2019 har varit med på Der Spiegels bästsäljarlista sedan november 2019 och översattes till svenska 19 augusti 2020. I mars 2021 publicerade hon sin andra bok Die kleinste gemeinsame Wirklichkeit, som kom till första plats i Tyskland i mars 2021 och den kommer att översättas till svenska inom en snar framtid.
I början av april 2020 fick Mailab mer än 4 miljoner visningar inom fyra dagar med en video om  coronaviruspandemin och var tidvis nummer 1 av Youtube-trenderna i Tyskland. Som tillkännagavs i december 2020 är Corona geht gerade erst los! (Coronavirus har precis börjat!) Med över sex miljoner visningar hittills är det Top Trending Video of 2020 on YouTube i Tyskland. Den 7 april 2020 samtalade hon med ARD:s Tagesthemen-kommentar om samma ämne. I mitten av april analyserade hon kommunikationen av kända virologer i en annan video. Denna video kom också in på Youtube-trenderna i Tyskland och nådde nästan 2 miljoner visningar inom en vecka (från 27 april 2020). Nguyen-Kim har varit gäst i olika andra medieformat, inklusive tysk TV-talkshows. I slutet av maj 2020 efterfrågade hon i ett samtal med Deutsche Presse-Agentur GmbH mer käll- och mediekunskap hos massmedia och kritiserade konspirationsteorier om coronavirus-pandemin. Hon har också påtalat att den allmänna utbildningen ger bristfälliga kunskaper om naturvetenskap och vetenskapligt arbete. Hon är också en stödaktivist för Scientists for Future.

### Övrigt
Den 17 april 2020 var hon den första intervjugästen i 5 schnelle Fragen an-formatet av podden Gemischtes Hack.
Den 23 juli 2020 kom den fyra timmar långa podcasten Mai Thi Nguyen-Kim, rettet Wissenschaft die Welt? i serien Alles gesagt? av Die Zeit.

### Familj
Nguyen-Kim är gift med kemisten Matthias Leiendecker och har ett barn fött 2020.

## Utmärkelser
- 2012: Tredje plats på Falling Walls Conference i Berlin i Berlin för hennes presentation Breaking the Wall of the Human Cell [34][35]
- 2014: Vinst från Science Slams i Aachen och Bochum[36][37]
- 2014: Föreläsning vid TEDxBerlin-konferensen som vinnare av tävlingen Spotlight@TEDxBerlin[38]
- 2015: Vinnare av Cologne Bullshit Slam med en presentation om ämnet klimatförändringar[39]
- 2016: Först i kategorin Scitainment med artikeln Trust me, I’m a Scientist på webbvideotävlingen Fast Forward Science 2016 (värd av Wissenschaft im Dialog och Stifterverband für die Deutsche Wissenschaft)[40][41]
- 2018: Grimme Online Award i kategorin Kunskap och utbildning samt Grimme Online Award publikpriset[42][43]
- 2018: Georg von Holtzbrinck-priset för vetenskapsjournalistik[44]
- 2018: Första plats i Fast Forward Science i kategoriämnet, första plats vid Community Award och en Webvideo Excellence Award[45]
- 2018: Vinnare av det tyska webbvideopriset[46]
- 2018: Årets journalist 2018 i kategorin Science, tilldelad av Medium Magazin
- 2019: Hanns-Joachim-Friedrichs-Preis [47]
- 2019: Nominering till Goldene Kamera Digital Award i kategorin Bästa för information [48]
- 2020: Vinnare av Heinz Oberhummer Award för vetenskaplig kommunikation[49][50]
- 2020: Vinnare av Goldene Kamera Digital Award 2020 i kategorin Bästa för information[51]
- 2020: Meritkors på band (riddarkors) av Förbundsrepubliken Tysklands förtjänstorden[52]
- 2020: UmweltMedienpreis 2020 från Deutsche Umwelthilfe i online-kategorin för YouTube-kanalen "maiLab".[53]
- 2020: Årets journalist Medium Magazin[54]
- 2020: Pris för Deutsche Akademie für Fernsehen i kategorin TV entertainment för Quarks